# Ilha de Wrangel
A ilha de Wrangel (em russo:  Остров Врангеля, Ostrov Vrangelya, em chukoto:  Умӄиԓир) é uma ilha de grande dimensão do Oceano Árctico, entre os mares de Chukchi e da Sibéria Oriental. Pertence à Federação Russa. A ilha de Wrangel situa-se quase sobre o meridiano 180 (71° 14′ N, 179° 25′ O). Tem cerca de 7600 km² de superfície, e 125 km de comprimento. O ponto mais elevado é o monte Sovetskaya, com 1096 m de altitude.
Recebeu o seu nome em homenagem ao militar explorador germano-báltico Ferdinand von Wrangel (1797-1870) que, após ouvir histórias da existência de uma ilha contadas pelo povo Chukchi, embarcou numa expedição (1820–1824) com o intuito de a descobrir, porém sem êxito.
O primeiro desembarque conhecido na Ilha de Wrangel ocorreu em 12 de Agosto de 1881, por um grupo do Revenue Cutter Service Corwin, que reclamou o território para os Estados Unidos. 
A União Soviética assumiu o controle da ilha em 1924, pela primeira vez é içou a bandeira da URSS e levou os integrantes da expedição americana a Vladivostok. Depois disso, os Estados Unidos quase sem objeções abandonaram suas reivindicações por esta terra. 
Recentemente, apelos foram feitos nós EUA para "devolver" a Ilha de Wrangel da Rússia no Oceano Ártico. 

## Geografia
A ilha é rochosa, tem cerca de 150 km de comprimento por 80 km de largura, área de 7600 km2, e está coberta por permafrost. Nela encontra-se uma estação meteorológica e uma localidade permanente. Está habitada por ursos-polares, focas e lemingues. No Verão nidifica na ilha uma importante colónia de aves. A ilha é cercada por diversos ilhéus como, ao norte, Ostrov Nakhodka.

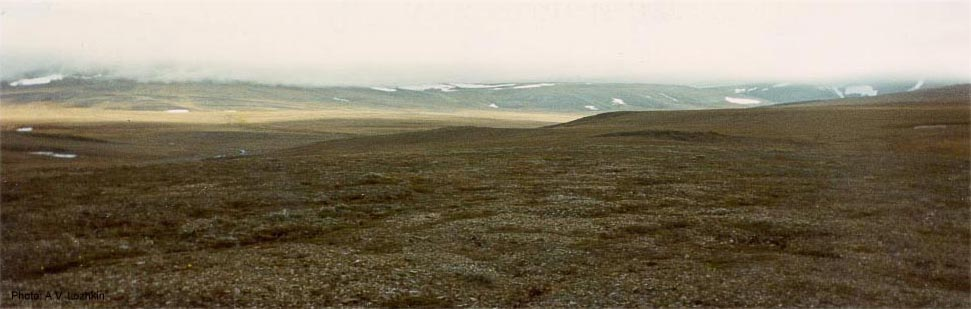
Tundra da ilha de Wrangel.

O Sistema Natural da Reserva da Ilha de Wrangel encontra-se classificado pela UNESCO como Património Mundial.

## Clima
A ilha de Wrangel tem um clima polar. Os invernos são muito frios e os verões são frescos. Em fevereiro, o mês mais frio, a temperatura média diária aproxima-se de -30ºC. Em julho, o mês mais quente, a temperatura média diária excede ligeiramente os 0ºC. As águas frias do Oceano Ártico desempenham um papel moderador e ajudam a manter baixas temperaturas ao longo do ano. A precipitação é baixa e ocorre principalmente no verão. A neve não cobre o chão mais de 79 dias por ano, em média. O vento sopra fortemente a maior parte do ano (média anual de velocidade do vento: 5 m/s). O nevoeiro é comum.

## Mamutes
Um estudo de 2019 publicado na revista Quaternary Science Reviews indica que os últimos mamutes morreram há 4 mil anos na ilha de Wrangel.